# Shuangtai (socken i Kina, Hubei)
Shuangtai (kinesiska: 双台, 双台乡) är en socken i Kina. Den ligger i provinsen Hubei, i den centrala delen av landet, omkring 440 kilometer nordväst om provinshuvudstaden Wuhan. Antalet invånare är 16108. Befolkningen består av 7 174 kvinnor och 8 934 män. Barn under 15 år utgör 14,0 %, vuxna 15-64 år 73 %, och äldre över 65 år 11,0 %.
Genomsnittlig årsnederbörd är 1 058 millimeter. Den regnigaste månaden är augusti, med i genomsnitt 177 mm nederbörd, och den torraste är december, med 7 mm nederbörd.